# Cyanicterus cyanicterus
Tangará-de-dorso-azul ou pipira-azul (Cyanicterus cyanicterus) é uma espécie de ave da família Thraupidae.  É a única espécie do género Cyanicterus.
Pode ser encontrada nos seguintes países: Brasil, Guiana Francesa, Guiana, Suriname e Venezuela.
Seus habitats naturais são: florestas subtropicais ou tropicais húmidas de baixa altitude.